# کوه هندوکش
کوه هندوکش (به لاتین: Koh-e Hindukush) یک کوه در افغانستان است که در ولایت پروان واقع شده‌است. کوه هندوکش ۴٬۱۵۰ متر بالاتر از سطح دریا واقع شده‌است.
کوه هندوکش از شمال شرقی تا جنوب غربی افغانستان امتداد دارد و دره آمودریا را به دو قسمت شمالی و جنوبی تقسیم می‌کند.
بلندترین قله کوه هندوکش کوه ترچ میر (۷۶۹۰ متر) است.